# Urugwaj na Letnich Igrzyskach Paraolimpijskich 2000
Urugwaj na Letnich Igrzyskach Paraolimpijskich 2000 w Sydney reprezentowała 1 zawodniczka. Reprezentacja Urugwaju nie zdobyła żadnego medalu.